# Päronlunde
Päronlunde är en byggnadsminnesmärkt gård i Fide socken, Gotland.
Boningshuset uppfördes på 1700-talet som en enkelstuga i sten med flistak. Utbyggnaden på baksidan med brygghus kan möjligen även det härstamma från 1700-talet. 1810 byggdes huset ut till parstuga och 1864 fick parstugan en vindsvåning med kammare över farstun.
I senare tid har Päronlunde fungerat som sommarbostad. Under 1900-talet anlades en trädgård runt huset med ett flertal päronträd, vilka gett huset dess namn.